# Maximilian Kofler
Maximilian Kofler (Vöcklabruck, 18 agosto 2000) è un pilota motociclistico austriaco.

## Carriera
Nel 2016 disputa quattro gare nella classe Moto3 del campionato Italiano Velocità senza ottenere punti. Partecipa inoltre a diverse competizioni internazionali, nel 2017 debutta nella classe Moto3 del motomondiale, correndo come wild card nel Gran Premio casalingo. Nella stessa stagione è pilota titolare nel CIV Moto3 dove conquista un podio e chiude all'ottavo posto. Disputa altre gare mondiali nel 2018 e nel 2019, anno in cui corre anche in Gran Bretagna, sempre con una KTM RC 250 GP e senza mai ottenere punti. Sempre nel 2019, partecipa al secondo evento al Mugello nel campionato italiano Moto3 conquistando una vittoria ed un quarto posto nelle due gare disputate. In queste stagioni ha anche partecipato al campionato Spagnolo Velocità, categoria Moto3.
Nel 2020 diventa pilota titolare nel team CIP Green Power, che gli affida una KTM; il compagno di squadra è Darryn Binder. Non ottiene punti.
Nel 2021 rimane nello stesso team, con compagno di squadra Kaito Toba. Ottiene come miglior risultato un nono posto nel Gran Premio di Stiria e termina la stagione al ventiseiesimo posto con 10 punti. In questa stagione è costretto a saltare i Gran Premi di Catalogna, Germania e Olanda a causa della frattura di quarto vertebre rimediata nel precedente GP d'Italia e i Gran Premi di Algarve e Comunità Valenciana a causa della positività al SARS-CoV-2.
Nel 2022 prende parte alle sole gare in territorio europeo del mondiale Supersport con una Panigale V2 del team CM Racing. Totalizza due punti che gli consentono di classificarsi 34° nel mondiale. Nel 2023 passa al team D34G, gareggiando nelle gare valide per la World Supersport Challenge. Conquista quattro punti grazie al dodicesimo posto in gara due al Gran Premio di Imola e chiude trentaseiesimo nel mondiale, quinto nella Challenge. Nel 2024 gareggia nel campionato tedesco Superbike dove si classifica decimo in sella ad una Yamaha YZF-R1.

## Risultati

### Motomondiale
| 2017 | Classe | Moto |  |  |  |  |  |  |  |  |  |  |    |  |  |  |  |  |  |  |  | Punti | Pos. |
| ---- | ------ | ---- |  |  |  |  |  |  |  |  |  |  | -- |  |  |  |  |  |  |  |  | ----- | ---- |
| 2017 | Moto3  | KTM  |  |  |  |  |  |  |  |  |  |  | 23 |  |  |  |  |  |  |  |  | 0     |      |

| 2018 | Classe | Moto |  |  |  |  |  |  |  |  |  |  |    |  |  |  |  |  |  |  |  | Punti | Pos. |
| ---- | ------ | ---- |  |  |  |  |  |  |  |  |  |  | -- |  |  |  |  |  |  |  |  | ----- | ---- |
| 2018 | Moto3  | KTM  |  |  |  |  |  |  |  |  |  |  | 29 |  |  |  |  |  |  |  |  | 0     |      |

| 2019 | Classe | Moto |  |  |  |  |  |  |  |  |  |  |    |    |  |  |  |  |  |  |  | Punti | Pos. |
| ---- | ------ | ---- |  |  |  |  |  |  |  |  |  |  | -- | -- |  |  |  |  |  |  |  | ----- | ---- |
| 2019 | Moto3  | KTM  |  |  |  |  |  |  |  |  |  |  | 20 | 28 |  |  |  |  |  |  |  | 0     |      |

| 2020 | Classe | Moto |    |    |    |     |    |    |    |    |    |    |     |    |    |     |    |  |  |  |  | Punti | Pos. |
| ---- | ------ | ---- | -- | -- | -- | --- | -- | -- | -- | -- | -- | -- | --- | -- | -- | --- | -- |  |  |  |  | ----- | ---- |
| 2020 | Moto3  | KTM  | 27 | 20 | 18 | Rit | 25 | 24 | 22 | 27 | 23 | 21 | Rit | 28 | 21 | Rit | 25 |  |  |  |  | 0     |      |

| 2021 | Classe | Moto |    |    |    |    |    |     |     |     |     |   |    |    |    |    |    |    |     |     |  | Punti | Pos. |
| ---- | ------ | ---- | -- | -- | -- | -- | -- | --- | --- | --- | --- | - | -- | -- | -- | -- | -- | -- | --- | --- |  | ----- | ---- |
| 2021 | Moto3  | KTM  | 15 | 14 | 21 | 19 | 16 | Rit | Inf | Inf | Inf | 9 | 22 | 25 | 19 | 22 | 17 | 18 | Inf | Inf |  | 10    | 26º  |

| Legenda | 1º posto        | 2º posto            | 3º posto            | A punti      | Senza punti        | Grassetto – Pole position Corsivo – Giro più veloce |
| Legenda | Gara non valida | Non qual./Non part. | Ritirato/Non class. | Squalificato | '-' Dato non disp. | Grassetto – Pole position Corsivo – Giro più veloce |

### Campionato mondiale Supersport
| 2022 | Moto   |    |     |    |    |     |    |    |    |    |     |    |     |    |    |    |    |    |    |  |  |  |  |  |  | Punti | Pos. |
| ---- | ------ | -- | --- | -- | -- | --- | -- | -- | -- | -- | --- | -- | --- | -- | -- | -- | -- | -- | -- |  |  |  |  |  |  | ----- | ---- |
| 2022 | Ducati | 22 | Rit | 20 | 19 | Rit | 16 | 16 | 17 | 19 | Rit | 17 | Rit | 24 | 18 | 29 | 25 | 23 | 14 |  |  |  |  |  |  | 2     | 34º  |

| 2023 | Moto   |  |  |  |  |    |    |    |    |    |     |    |    |    |    |    |    |    |     |    |    |    |    |  |  | Punti | Pos. |
| ---- | ------ |  |  |  |  | -- | -- | -- | -- | -- | --- | -- | -- | -- | -- | -- | -- | -- | --- | -- | -- | -- | -- |  |  | ----- | ---- |
| 2023 | Ducati |  |  |  |  | 18 | 19 | NC | 24 | 18 | Rit | 23 | 22 | 17 | 12 | 18 | 20 | 26 | Rit | 21 | 20 | 19 | 22 |  |  | 4     | 36º  |

| Legenda | 1º posto        | 2º posto            | 3º posto           | A punti      | Senza punti        | Grassetto – Pole position Corsivo – Giro più veloce |
| Legenda | Gara non valida | Non qual./Non part. | Ritirato/Non class | Squalificato | '-' Dato non disp. | Grassetto – Pole position Corsivo – Giro più veloce |